# مدينة صناعية

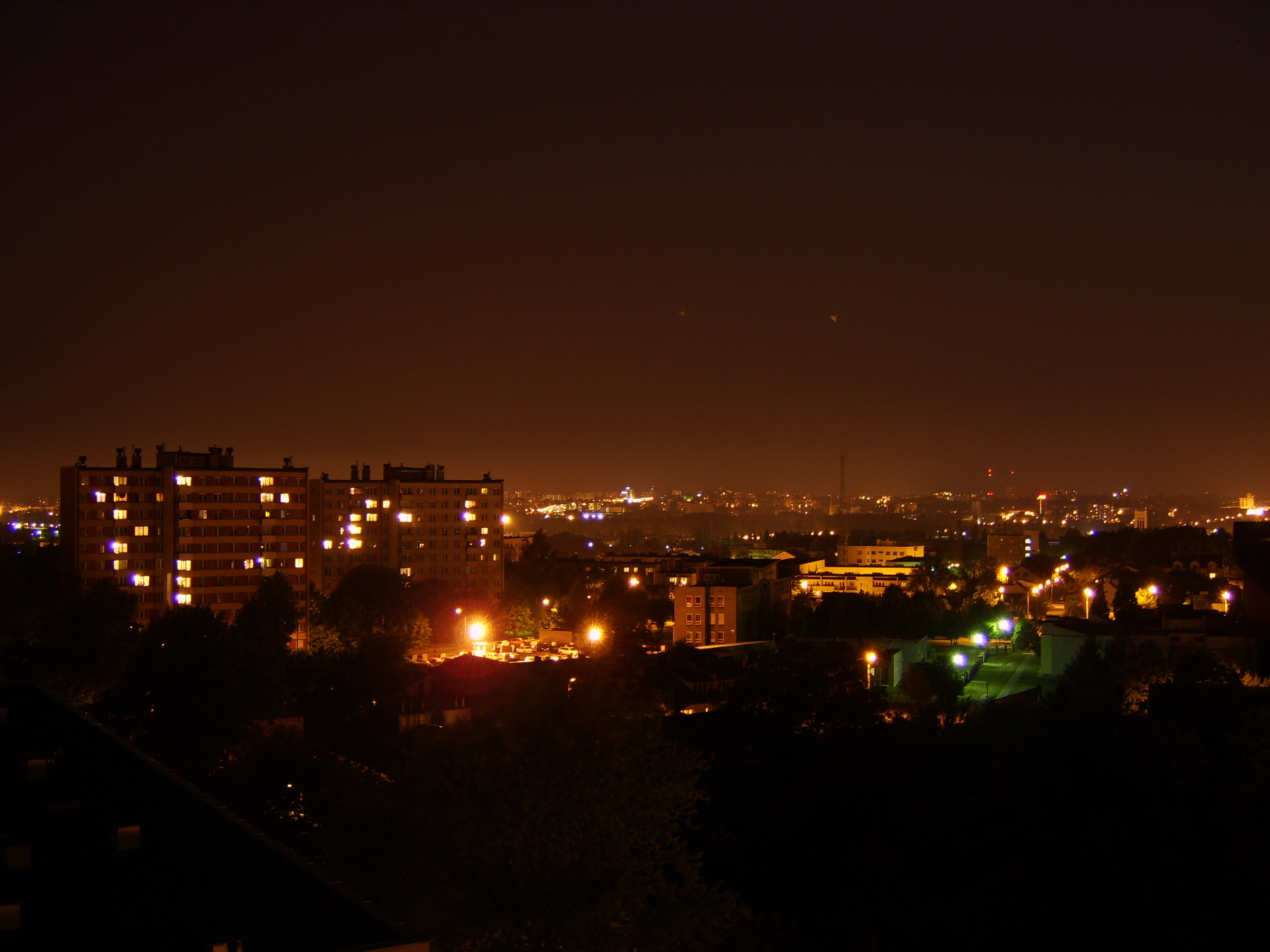

تشير المدينة الصناعية أو البلدة الصناعية إلى نوع من المدن التي يتركز فيها اقتصاد البلدية وتطورها حول الإنتاج الصناعي وتتميز بعدد كبير من المصانع. حيث تمتاز بنسيجها الصناعي وتُعتبر مرحلة ما أثناء التصنيع. يؤثر التصنيع على البنية الداخلية للعديد من المدن، وبحلول نهاية القرن التاسع عشر، ظهر شكل ووظائف معظم المدن تجاه الصناعة إلى جانب العلاقات الاجتماعية بشكل جذري. تعتبر مانشستر، النموذج الأصلي للمدينة الصناعية على أساس ملاحظات فريدريش إنجلز.
في العالم الناطق بالصينية، يميل مصطلح «المدينة الصناعية» إلى الإشارة إلى المدن التي يقود فيها الاقتصاد البلدي الصناعات الثقيلة وهو انطباع كبير عن المدينة لغير السكان المحليين.